# Friedersdorf (Klingenberg)

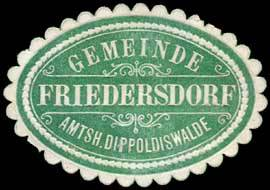
Siegelmarke der Gemeinde Friedersdorf (vor 1945)

Friedersdorf ist ein Ortsteil der sächsischen Gemeinde Klingenberg im Landkreis Sächsische Schweiz-Osterzgebirge.

## Geografie
Nachbarorte Friedersdorfs sind Pretzschendorf im Norden, Röthenbach im Osten, Hartmannsdorf im Südosten, Burkersdorf im Südwesten und Oberbobritzsch im Westen.
Im Süden der Flur Friedersdorf befindet sich die Wüstung Dittersdorf. Sie hatte Anteil an den Orten Hartmannsdorf und Kleinbobritzsch.

## Geschichte
Friedersdorf ist als Waldhufendorf angelegt und wurde 1360 als Friderichsdorf erstmals urkundlich erwähnt. Der Ort war 1764 zum Amt Frauenstein gehörig. Bereits 1445 lag die Verwaltung bei der Pflege Frauenstein. 1551 übte das Rittergut Frauenstein die Grundherrschaft aus, seit 1764 ist Friedersdorf ein Amtsdorf. 1856 war Friedersdorf zum Gerichtsamt Frauenstein gehörig, 1875 zur Amtshauptmannschaft Dippoldiswalde. 1952 wurde Friedersdorf als eigenständige Gemeinde Teil des Kreises Dippoldiswalde. Am 1. August 1973 fand die Eingemeindung nach Pretzschendorf statt. Ab 1994 war der Ort Teil des aus Landkreis Dippoldiswalde und Landkreis Freital gebildeten Weißeritzkreises. Im August 2008 wurde dieser dann mit dem Landkreis Sächsische Schweiz zum Landkreis Sächsische Schweiz-Osterzgebirge zusammengelegt. Seit dem 31. Dezember 2012 gehört Friedersdorf zur Gemeinde Klingenberg.

## Entwicklung der Einwohnerzahl
| Jahr | Einwohnerzahl                  |
| ---- | ------------------------------ |
| 1551 | 25 besessene Mann, 65 Inwohner |
| 1764 | 21 besessene Mann, 17 Häusler  |
| 1834 | 394                            |
| 1871 | 385                            |
| 1890 | 447                            |
| 1910 | 468                            |
| 1925 | 471                            |
| 1939 | 451                            |

| Jahr | Einwohnerzahl |
| ---- | ------------- |
| 1946 | 569           |
| 1950 | 534           |
| 1964 | 453           |
| 2010 | 344           |
| 2016 | 309           |
| 2021 | 301           |

## Verkehr

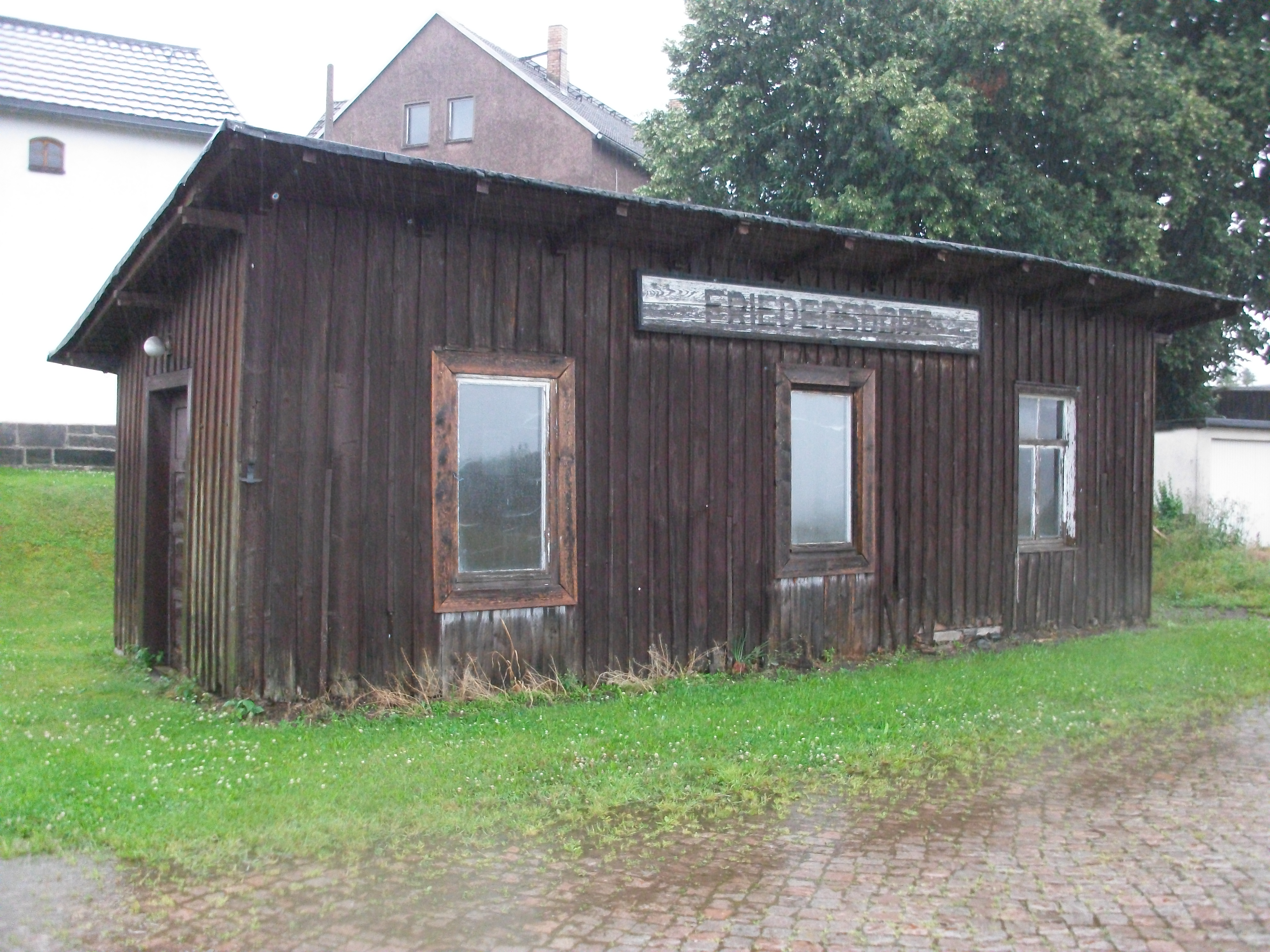
Bahnhof Friedersdorf (b Frauenstein), Wartehalle (2017)

Der Ort Friedersdorf liegt an der Staatsstraße 189, die von Grillenburg nach Frauenstein führt. Zwischen 1898 und 1971 hatte Friedersdorf mit dem Bahnhof Friedersdorf (b Frauenstein) Anschluss an die Schmalspurbahn Klingenberg-Colmnitz–Frauenstein. Die nächsten Bahnhöfe sind heute Klingenberg-Colmnitz, Niederbobritzsch und Lichtenberg.

## Denkmäler
- Gedenkstein auf einer Anhöhe in Friedersdorf für sechs unbekannte KZ-Häftlinge, die bei einem Todesmarsch, vermutlich aus dem Außenlager Nossen des KZ Flossenbürg, im April 1945 von SS-Männern ermordet wurden

## Söhne des Ortes
- Gottfried Kluttig (1913–2004), Kantor, Kirchenmusikdirektor
- Karl-Heinz Leiteritz (* 1947), Leichtathlet